# Aškenázská výslovnost hebrejštiny
Aškenázská výslovnost hebrejštiny označuje druhy výslovnosti tohoto jazyka v židovských komunitách ve střední a východní Evropě. Důsledkem migrace se aškenázská výslovnost rozšířila do celého světa, hlavní centrum jejích uživatelů se nyní nachází v USA a Rusku.

## Rozdíly
Hlavním znakem aškenázské výslovnosti je absence rozdílu ve vyslovování hlásek alef a ajin (obě jsou vyslovovány jako ráz), v některých variantách je tento znak ještě doplněn vyslovováním [n] (כאשר se může namísto ka-ašer jako kanšer). Dalším je vyslovování třené hlásky tav jako [s] namísto [t] nebo [θ].
Ohledně vokálů je výslovnost značně nejednotná, např. hláska cholem je vyslovována jako diftong [oj], taktéž i jako [ej], [ou] nebo [au], kamec je ve většině případů vyslovován jako [o], někdy též jako [u].
Až do 13. století se přitom aškenázská výslovnost hebrejštiny v zásadě nelišila od sefardské. Podle Maxe Weinreicha nastal zlom po příchodu řady babylónských židů do Evropy ve 13. století, kteří s sebou přinesli babylónskou výslovnost, jež vycházela z tiberiadského systému. Aplikace této výslovnosti na aškenázské kulturní prostředí způsobila změny ve výslovnosti vokálů a ovlivnila následně i výslovnost nesemitského jazyka jidiš.

## Druhy
Protože původní západní výslovnost téměř vymizela s přesunem aškenázského židovstva na východ, rozlišujeme dnes pouze tři nejrozšířenější druhy výslovnosti, a to variace východní výslovnosti.

## Konsonanty
|         | Severovýchodní | Severovýchodní | Severovýchodní | Jihovýchodní | Jihovýchodní | Jihovýchodní   | Střední     | Střední | Střední        |
| Písmeno | Přepis v ČJ    | IPA            | Zvuková ukázka | Přepis v ČJ  | IPA          | Zvuková ukázka | Přepis v ČJ | IPA     | Zvuková ukázka |
| ------- | -------------- | -------------- | -------------- | ------------ | ------------ | -------------- | ----------- | ------- | -------------- |
| א       | ’ (ráz)        | ʔ              |                | ’ (ráz)      | ʔ            |                | ’ (ráz)     | ʔ       |                |
| בּ       | b              | b              |                | b            | b            |                | b           | b       |                |
| ב       | v              | v              |                | v            | v            |                | v           | v       |                |
| גּ       | g              | g              |                | g            | g            |                | g           | g       |                |
| ג       | g              | g              |                | g            | g            |                | g           | g       |                |
| דּ       | d              | d              |                | d            | d            |                | d           | d       |                |
| ד       | d              | d              |                | d            | d            |                | d           | d       |                |
| ה       | h              | h              |                | h, (ráz)     | h, ʔ         |                | h, (ráz)    | h, ʔ    |                |
| ו       | v              | v              |                | v            | v            |                | v           | v       |                |
| ז       | z              | z              |                | z            | z            |                | z           | z       |                |
| ח       | ch             | x              |                | ch           | x            |                | ch          | x       |                |
| ט       | t              | t              |                | t            | t            |                | t           | t       |                |
| י       | j              | j              |                | j            | j            |                | j           | j       |                |
| כּ       | k              | k              |                | k            | k            |                | k           | k       |                |
| כ       | ch             | x              |                | ch           | x            |                | ch          | x       |                |
| ל       | l              | l              |                | l            | l            |                | l           | l       |                |
| מ       | m              | m              |                | m            | m            |                | m           | m       |                |
| נ       | n              | n              |                | n            | n            |                | n           | n       |                |
| ס       | š              | ʃ              |                | s            | s            |                | s           | s       |                |
| ע       | ’ (ráz)        | ʔ              |                | ’ (ráz)      | ʔ            |                | ’ (ráz)     | ʔ       |                |
| פּ       | p              | p              |                | p            | p            |                | p           | p       |                |
| פ       | f              | f              |                | f            | f            |                | f           | f       |                |
| צ       | c              | ʦ              |                | c            | ʦ            |                | c           | ʦ       |                |
| ק       | k              | k              |                | k            | k            |                | k           | k       |                |
| ר       | r              | r              |                | r            | r            |                | r           | r       |                |
| שׂ       | s              | s              |                | s            | s            |                | s           | s       |                |
| שׁ       | š              | ʃ              |                | š            | ʃ            |                | š           | ʃ       |                |
| תּ       | t              | t              |                | t            | t            |                | t           | t       |                |
| ת       | s              | s              |                | s            | s            |                | s           | s       |                |

## Vokály
| jméno vokálu  | znak vokálu | Aškenázská hebrejština                               | Aškenázská hebrejština |
| ------------- | ----------- | ---------------------------------------------------- | ---------------------- |
| šva quiescens | ְ            | prázdný vokál                                        |                        |
| šva mobile    | ְ            | ə, e                                                 |                        |
| chatef segol  | ֱ            | v severovýchodní e, jinak též ej                     |                        |
| chatef patach | ֲ            | a                                                    |                        |
| chatef kamec  | ֳ            | v severovýchodní o, jinak u                          |                        |
| chirek        | ִ            | v severovýchodní i, jinak též ə                      |                        |
| chirek male   | י ִ          | i                                                    |                        |
| cere          | ֵ            | v severovýchodní ej, jinak aj                        |                        |
| cere male     | י ֵ          | v severovýchodní ej, jinak aj                        |                        |
| segol         | ֶ            | v severovýchodní e, jinak též ej                     |                        |
| patach        | ַ            | a                                                    |                        |
| kamec         | ָ            | v severovýchodní o, jinak u                          |                        |
| cholem        | ׂ            | v severovýchodní ej, v jihovýchodní j, ve střední oj |                        |
| cholem male   | וֹ           | v severovýchodní ej, v jihovýchodní j, ve střední oj |                        |
| kibuc         | ֻ            | u                                                    |                        |
| šurek         | וּ           | u                                                    |                        |